# Нефритові чотки
«Нефри́тові чо́тки» (рос. Нефритовые чётки) — дванадцята книга російського письменника Бориса Акуніна із серії «Пригоди Ераста Фандоріна». Книга має підзаголовок «Пригоди Ераста Фандоріна у XIX столітті».
У цій збірці повістей та оповідань про російського слідчого Ераста Фандоріна читач має змогу дізнатися про події, які відбувалися у проміжках між справами, які були висвітлені у попередніх частинах. Стає відомим звідки у Фандоірна взялися нефритові чотки, чому на знаменитому портреті, який став брендовим у серії книг про Фандоріна, герой зображений в мундирі студента Інституту інженерів шляхів сполучення та багато чого іншого.

## Посвята
Автор присвячує книгу десяти письменникам, під яких стилізовані оповідання та повісті у збірці:
- Сан'ютею Ентьо
- Едгару Алану По
- Жоржу Сіменону
- Роберту Ван Гуліку
- Артуру Конан Дойлю
- Патрисії Хайсміт
- Агаті Крісті
- Вашингтону Ірвінгу
- Умберто Еко
- Морісу Леблану

## Сюжет

### Сігумо
1881 рік. Японія. При загадкових обставинах помирає колишній колега Ераста Фандоріна, консул Російської імперії Всеволод Доронін. Фандорін приходить на похорони друга та дізнається про те, що останнім свідком, який бачив Дороніна живим була його дружина. Вона розповіла кільком присутнім, що знепритомніла, побачивши біля свого чоловіка якусь темну істоту, схожу на людину, яка потім, скоріше за все, і вбила її чоловіка. До розмови «встряла» жінка-інвалід, яка дещо знала Всеволода Дороніна, та сказала, що це напевно було чудовисько Сігумо.
Фандорін говорить присутнім, що вбивця з'явиться сьогодні вночі, а сам переодягнувшись у будистського ченця, ховається у засідці. Врешті-решт Ераст Петрович викриває убивцю. Виявилося, що це вдова екс-консула — Сатоко. Вона вбила свого чоловіка, бо він хотів позбутися їхньої дитини. Фандорін відпустив її та не став нікому розповідати про те, що зробила Сатоко.

### Table-talk 1882 року
Події відбуваються через невеликий проміжок часу після розкриття Фандоріним справи про смерть Михайла Соболєва. Ерасту Петровичу пропонують розкрити загадкове зникнення однієї дівчини. Він погоджується та виконує свою обіцянку.

### З життя трісок
1883 рік. Москва. Отруєно директора величезної залізничної компанії та ще декількох людей. Справа викликала великий резонанс у суспільстві, тому генерал-губернатор Москви, князь Долгоруков доручає вести цю справу Ерасту Фандоріну.
Ераст Петрович вирішує найнятися на роботу до цієї компанії, щоб швидше знайти вбивцю. Спочатку він думає, що убивство заплановане конкурентом покійника, але причина виявляється банальнішою.

### Нефритові чотки
1884 рік. Москва. Оповідання, з якого ми дізнаємося звідки у Фандоріна з'явилися нефритові чотки.
Ераста Фандоріна просять допомогти у розкритті справи про жорстоко убитого антиквара. У лавці небіжчика Фандорін знаходить сховані чотки, він розуміє, що вбивство сталося саме через них.
Розмірковуючи у себе вдома над питанням, кому ж потрібна була смерть антиквара, Фандорін починає перебирати чотки та помічає, що через їхній перестук розмірковувати дуже легко і навіть більше — людина знаходить відповідь. У цю ж мить його ледь не вбиває стріла, випущена у слідчого через вікно з вулиці. Ераст встиг помітити, що пустила цю стрілу людина, яка була одягнена у китайський одяг.
Наступного дня Фандорін зі своїм слугою Масою відвідують китайський квартал, де їм зустрічається городовий Небаба. Разом вони виходять на вбивцю, божевільного графа Хруцького, схибленого на Китаї. Але граф вчиняє опір. Хруцький оглушив Масу та Небабу, а Фандоріна він вирішує вбити, проте підковзується на випадково розсипаних Ерастом чотках та вдарившись об землю втрачає свідомість. Маса та Небаба приходять до тями та заарештовують злочинця.

### Скарпея Баскакових
Сюжет книги був дещо взятий з безсмертного твору Артура Конан-Дойля «Собака Баскервілів». Навіть перші літери у назві повісті Акуніна «С» та «Б» збігаються у назвах книг.
1888 рік. Анісій Тюльпанов та Ераст Петрович беруться за справу, пов'язану з містикою. Також у творі розповідається, при яких саме обставинах Фандорін познайомився з Ангеліною Крашенніковою, яка фігурує у повісті «Декоратор».

### Одна десята відсотка
1890 рік. Москва, Санкт-Петербург. На полюванні під Москвою вбито дворянина. Вбивця, якого звати Афанасій Кулєбякін говорить, що був дещо напідпитку, тому випадково вистрелив у потилицю небіжчику. Фандоріна просять розібратися у цій справі, тому він їде на допит до Кулєбякіна, з якого доходить висновку, що вбивати тому не було ніякого сенсу. І це все лише випадковість. Аж тут Ераст Петрович дізнається, що нещодавно при загадкових обставинах помер дядько Кулєбякіна. Фандорін розуміє, що ці дві події між собою якось пов'язані.

### Чаювання у Бристолі
1891 рік. Бристоль. Фандорін знімає кімнату в однієї старої леді, але і в цьому місці він не оминає пригод.

### Долина мрії
1894 рік. США, Вайомінг, Сплітстоун. Після того як Фандорін знищує плани доктора Лінда в Америці, до нього звертаються з агентства Пінкертона з проханням допомогти одному з американських мільйонерів у придбанні величезної ділянки землі, де грабує та вбиває банда злочинців.

### Перед кінцем світу
1897 рік. Поморря, село Богомилово. У віддалених та диких місцях Російської імперії, де процвітає старообрядництво, проводять перепис населення. Ераст Петрович теж вирішує взяти участь у цій справі, проте на всякий випадок він змінює своє прізвище з Фандоріна на Кузнєцова.

### Полонянка вежі, або Короткий, але чудовий шлях трьох мудрих
1899–1900. Замок Дю Во-Гарні, Бретань. Розповідь ведеться від імені доктора Вотсона та Масахіро Сібати. Головними дійовими персонажами є Шерлок Холмс, доктор Вотсон, Ераст Фандорін, Масахіро Сібата та Арсен Люпен.